# Rudrapur (Uttarakhand)
Rudrapur (Hindi रुद्रपुर) ist eine Stadt vom Status einer Municipal Corporation (Nagar Nigam) im Distrikt Udham Singh Nagar im indischen Bundesstaat Uttarakhand. Rudrapur liegt in der fruchtbaren Terai-Region. Rudrapur ist die siebtbevölkerungsreichste Stadt von Uttarakhand. Die Stadt ist Verwaltungssitz des Distrikts. Seit der Gründung von SIDCUL (State Industrial Development Corporation of Uttarakhand) hatte die Stadt eine rasante Entwicklung genossen, zusammen mit dem Wachstum der Alphabetisierung und viel mehr Beschäftigung.
Ab der indischen Volkszählung 2011 (Zensus 2011) hatte Rudrapur eine Bevölkerung von 140.857 Einwohnern.
Mit Vororten (so genannte Outgrowths) waren es 154.554 Einwohner. Das Geschlechterverhältnis lag bei 902 Frauen auf 1000 Männer.